# Сорочине (Нікопольський район)
Соро́чине — село в Україні, в Нікопольському районі Дніпропетровської області. Входить до складу Першотравневської сільської громади. 
Колишній орган місцевого самоврядування — Лошкарівська сільська рада. Населення — 114 мешканців.

## Географія
Село Сорочине знаходиться на відстані 1 км від села Звізда і за 5 км від села Лошкарівка. По селу протікає пересихаючий струмок з загатою. Поруч проходить залізниця, платформа 319 км за 2 км.

## Історія
12 червня 2020 року, відповідно до розпорядження Кабінету Міністрів України № 709-р від «Про визначення адміністративних центрів та затвердження територій територіальних громад Дніпропетровської області», увійшло до складу Першотравневської сільської громади.
19 липня 2020 року, в результаті адміністративно-територіальної реформи і ліквідації Нікопольського району (1923—2020), село увійшло до складу новоутвореного Нікопольського району.